# Nino Ucchino

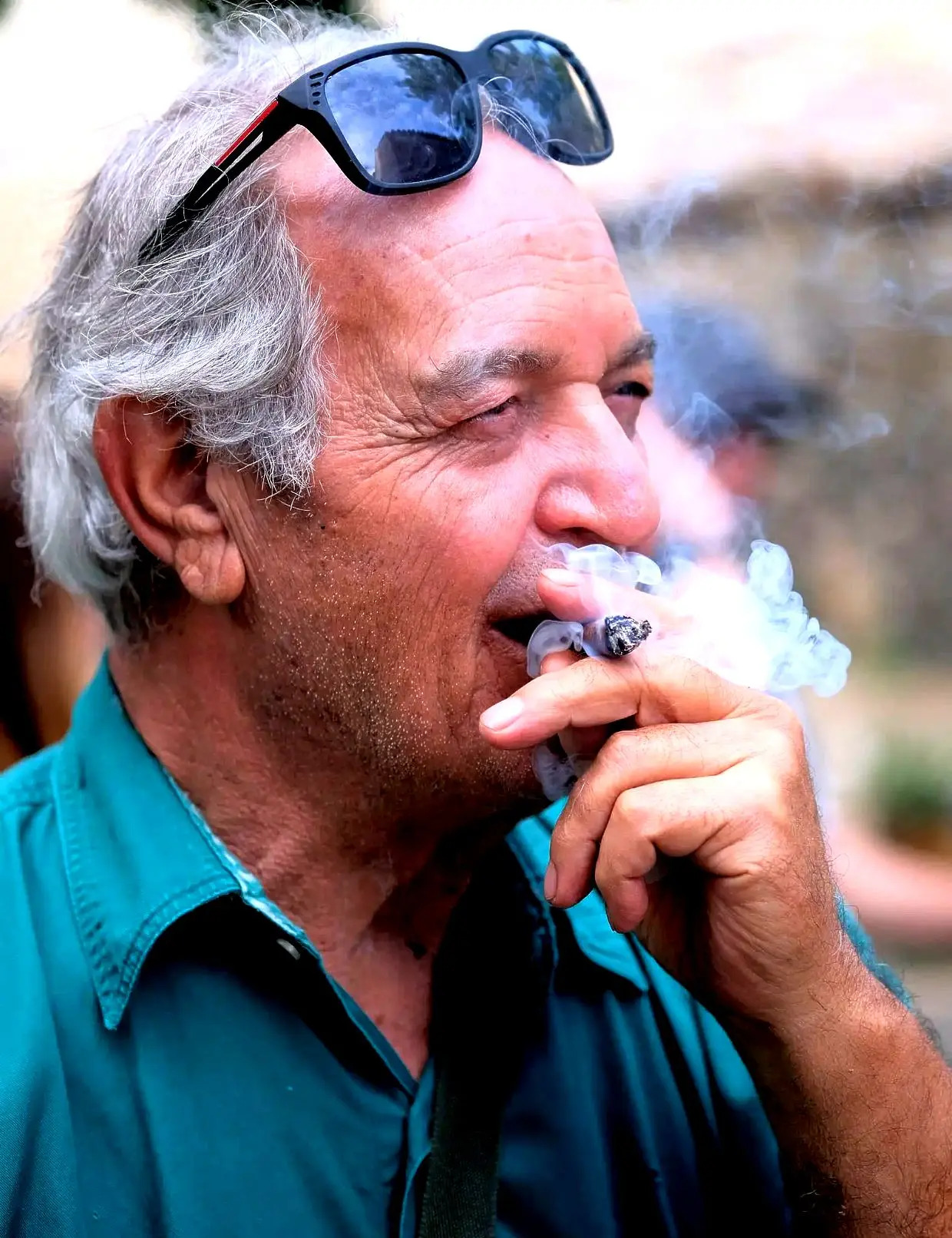
Nino Ucchino

Nino Ucchino (Santa Teresa di Riva, 11 agosto 1952) è un pittore e scultore italiano.

## Biografia
All'età di sette anni viene accolto nell'atelier del pittore Silvio Timpanaro (1919-1977) dove apprende le basi del disegno artistico. Si diploma maestro d'arte presso l'Istituto Statale d'arte di Messina e dopo due anni di architettura presso l'Università degli Studi di Reggio Calabria comincia a frequentare Milano. Nel capoluogo lombardo, nel 1974, espone alcune tele presso La Parete, divenendo da lì a poco apprendista di Luca Crippa, rimanendo per quattro anni presso l'atelier del maestro in Via Brera. Nino Ucchino, tra il '74 e il '78, ha l'opportunità di frequentare numerosi artisti e di vivere intensamente la vita culturale della città. Il maestro Crippa gli offre la possibilità di esporre, attraverso personali e collettive di pittura, in varie gallerie d'arte lombarde: l'Alexia di Bergamo o la galleria del Broletto di Como.
Nel 1981, affresca la volta della chiesa San Vito di Misserio e realizza da lì a poco le tre opere monumentali in acciaio inox: Sirena, Boccavento e Galassiopea situate lungo il litorale di Santa Teresa di Riva mediante lastre in acciaio plasmate con saldatura e martello.
Gli anni '80 sono dedicati alle mostre romane in seguito all'importante incontro avvenuto nella capitale con il critico e storico dell'arte Giulio Carlo Argan grazie al quale riceve un solido supporto culturale. A questo si aggiungono le indicazioni del critico e collezionista Giovanni Carandente che presenta Ucchino in due personali di pittura a Pesaro e a Cantù e nel 1983 lo coinvolge anche nell'allestimento di una mostra su Alexander Calder al Palazzo a Vela di Torino. 

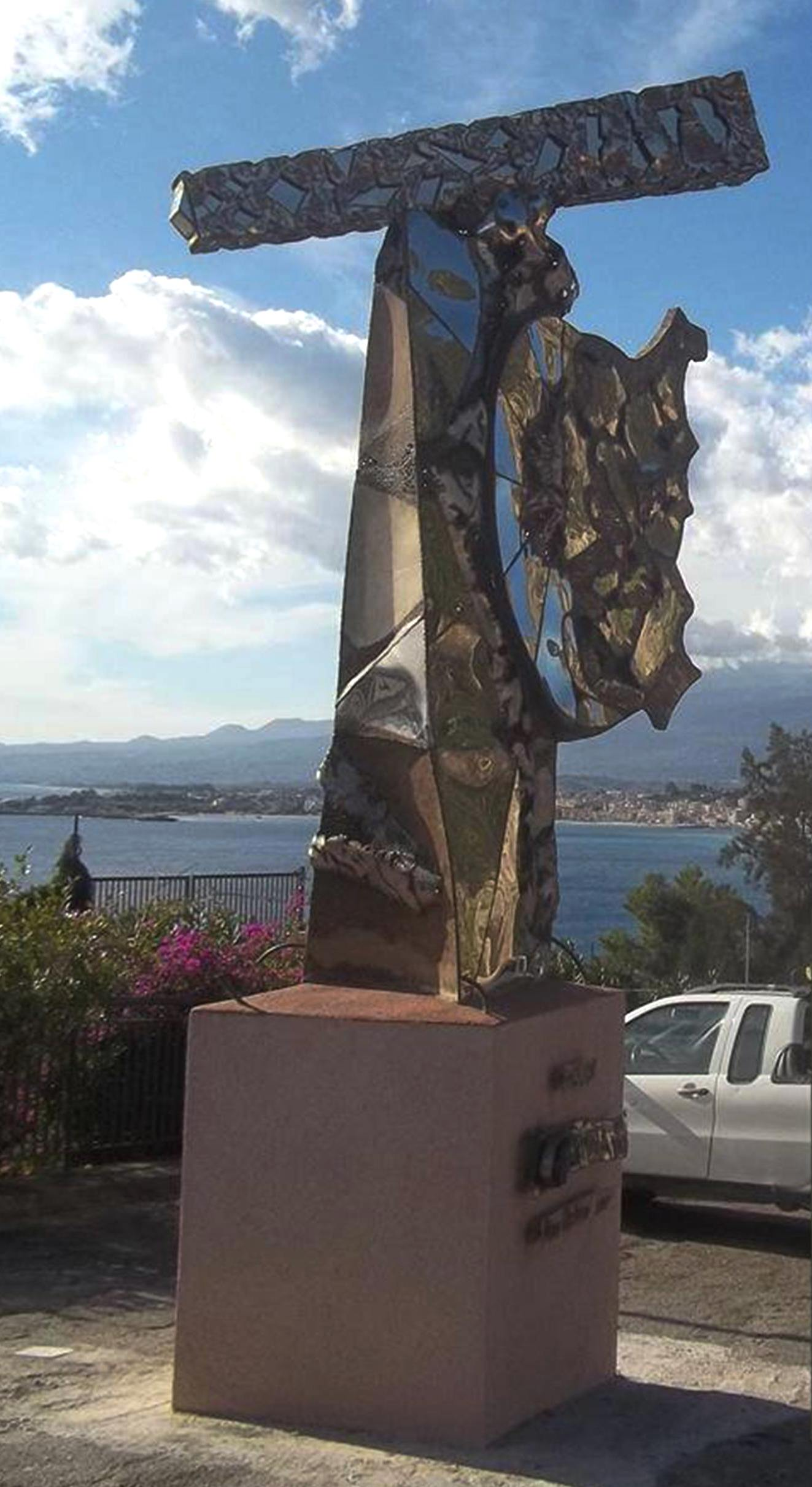
Molior (2007) - Taormina ME

Agli inizi degli anni '90, espone a Zurigo e Losanna presso la Galleria Romeo e quindi di nuovo a Roma presso la Galleria Trincia in Via Laurina. Le sue opere intanto, nel 2000, vengono presentate anche oltreoceano, soprattutto in Canada presso il Columbus Center di Toronto dalla Fondazione Italiani in Canada.
Nel 2006, il critico e storico dell'arte Claudio Strinati insieme all'omologo Francesco Gallo, lo presentano in una personale di scultura in acciaio nel Complesso del Vittoriano in Roma, organizzata dalla provincia di Roma. 
Degna di nota la presenza dell'opera La piramide e gli zoccoli ad Expo 2015 presso il cluster BioMediterraneo. Su quest'opera è stato pubblicato un libro dal titolo L'asino immortale, con i contributi di: Vittorio Sgarbi, Giulio Carlo Argan, Turi Vasile, Jorge Amado, Gesualdo Bufalino, Massimo Cacciari e Barbara Alberti.
Il 2007 è l'anno della personale di scultura permanente alle Gallerie Benucci di Roma in Via del Babuino e alla Fondazione Benucci per la quale realizza l'opera monumentale in acciaio dal titolo Il Tevere. È autore dell'opera in acciaio Crocifisso per Cassino realizzata per la Basilica Sacra Famiglia di Cassino e commissionata dalla CEI. Nel 2017 realizza l'opera monumentale Molior per la città di Taormina in occasione del G7.
Ha realizzato premi in acciaio per i cantautori dei Music Awards del 2018 Realizza per Taormina Arte i premi alla carriera a Antonio Catania, Claudia Cardinale, Carla Fracci. Diverse sono le opere pubbliche a carattere monumentale soprattutto in Sicilia, in particolare nel suo paese d'origine, Santa Teresa di Riva, e a Savoca dove spicca il monumento a Francis Ford Coppola.
Nino Ucchino realizza le proprie opere in Sicilia, nello specifico a Savoca, centro turistico della Città metropolitana di Messina della fascia costiera ionica, dove ha sede il suo museo-atelier, luogo in cui sono esposte permanentemente gran parte delle sue opere.

## Elenco parziale delle opere pubbliche
- Boccavento, Santa Teresa di Riva, 1980
- Sirena, Santa Teresa di Riva, 1982
- Galassiopea, Santa Teresa di Riva, 1987
- Alaluna, Sant'Alessio Siculo, 1993
- Ai caduti, Casalvecchio Siculo, 1994
- Monumento funebre in marmo di Carrara, San Pietroburgo 2008
- Beliceamuri, Santa Margherita di Belice, 2012
- Molior, Taormina, 2017
- Ai donatori di sangue, Lipari, 2019
- Crocifisso, Cassino, 2020
- Janni, Letojanni, 2022